# NGC 2236
NGC 2236 (również OCL 501) – gromada otwarta znajdująca się w gwiazdozbiorze Jednorożca. Odkrył ją 23 lutego 1784 roku William Herschel. Jest położona w odległości ok. 9,6 tys. lat świetlnych od Słońca.